# Elitloppet 2005
Elitloppet 2005 var den 54:e upplagan av Elitloppet, som gick av stapeln söndagen den 29 maj 2005 på Solvalla i Stockholm. Finalen vanns av den svenskfödda norsktränade hästen Steinlager, tränad och körd av Per Oleg Midtfjeld.
Steinlager hade även deltagit i Elitloppet 2004 och slutat på tredjeplats i finalen bakom Åke Svanstedt och Gidde Palema. 2005 var Steinlager revanschsugen, och då han var först över mål stod Norge som segrare för andra gången i Elitloppets historia. Första gången var 1986 då Rex Rodney segrade med Kjell Håkonsen.

## Upplägg och genomförande
Elitloppet är ett inbjudningslopp och varje år bjuds 16 hästar som utmärkt sig in till Elitloppet. Hästarna lottas in i två kvalheat, och de fyra bästa i varje försök går vidare till finalen som sker 2–3 timmar senare samma dag. Desto bättre placering i kvalheatet, desto tidigare får hästens tränare välja startspår inför finalen. Samtliga tre lopp travas sedan 1965 över sprinterdistansen 1 609 meter (engelska milen) med autostart (bilstart). I Elitloppet 2005 var förstapris i finalen 2,5 miljoner kronor, och 250 000 kronor i respektive kvalheat.

## Kvalheat 1
| P | S | Häst               | Kusk               | Tränare            | Land      | Odds  | Tid    |
| - | - | ------------------ | ------------------ | ------------------ | --------- | ----- | ------ |
| 1 | 2 | Gidde Palema       | Åke Svanstedt      | Åke Svanstedt      | Sverige   | 1,44  | 1.11,7 |
| 2 | 4 | Digger Crown       | Stig H. Johansson  | Stig H. Johansson  | Sverige   | 8,20  | 1.12,0 |
| 3 | 5 | Kart de Baudrairie | Jean-Michel Bazire | Franck Leblanc     | Frankrike | 22,00 | 1.12,0 |
| 4 | 8 | Giant Diablo       | Örjan Kihlström    | Roger Walmann      | Sverige   | 30,50 | 1.12,1 |
| 0 | 6 | Love You           | Jean Pierre Dubois | Jean Pierre Dubois | Frankrike | 3,70  | 1.12,2 |
| 0 | 3 | Prime Prospect     | Andrea Guzzinati   | Holger Ehlert      | Italien   | 32,60 | 1.12,2 |
| 0 | 7 | Tsar d'Inverne     | Robert Bergh       | Robert Bergh       | Sverige   | 43,30 | 1.12,8 |
| d | 1 | Chucaro Ahijuna    | Wally Hennessey    | Paul E. Bernardo   | USA       | 23,80 | 8ag    |

## Kvalheat 2
| P | S | Häst              | Kusk                 | Tränare              | Land      | Odds  | Tid    |
| - | - | ----------------- | -------------------- | -------------------- | --------- | ----- | ------ |
| 1 | 2 | Steinlager        | Per Oleg Midtfjeld   | Per Oleg Midtfjeld   | Norge     | 3,09  | 1.11,0 |
| 2 | 5 | Giant Superman    | Fredrik B. Larsson   | Fredrik B. Larsson   | Sverige   | 22,70 | 1.11,3 |
| 3 | 1 | Civil Action      | Paolo Leoni          | Paolo Leoni          | Italien   | 52,90 | 1.11,3 |
| 4 | 7 | Ilster d'Espiens  | Jacques Henri Treich | Jacques Henri Treich | Frankrike | 31,20 | 1.11,5 |
| 0 | 8 | Classico Merett   | Pekka Korpi          | Pekka Korpi          | Finland   | 35,90 | 1.11,8 |
| 0 | 3 | Naglo             | Örjan Kihlström      | Stefan Hultman       | Sverige   | 17,40 | 1.11,9 |
| 0 | 6 | Scarlet Knight    | Stefan Melander      | Stefan Melander      | Sverige   | 3,80  | 1.11,9 |
| 0 | 4 | Västerbo Daylight | Jorma Kontio         | Michael Demmers      | Sverige   | 11,20 | 1.12,5 |

## Finalheat
| P | S | Häst               | Kusk                 | Tränare              | Land      | Odds  | Tid    |
| - | - | ------------------ | -------------------- | -------------------- | --------- | ----- | ------ |
| 1 | 1 | Steinlager         | Per Oleg Midtfjeld   | Per Oleg Midtfjeld   | Norge     | 1,86  | 1.10,0 |
| 2 | 4 | Giant Superman     | Fredrik B. Larsson   | Fredrik B. Larsson   | Sverige   | 20,50 | 1.10,4 |
| 3 | 7 | Giant Diablo       | Örjan Kihlström      | Roger Walmann        | Sverige   | 44,20 | 1.10,5 |
| 4 | 5 | Kart de Baudrairie | Jean-Michel Bazire   | Franck Leblanc       | Frankrike | 15,90 | 1.10,5 |
| 5 | 2 | Gidde Palema       | Åke Svanstedt        | Åke Svanstedt        | Sverige   | 2,00  | 1.10,5 |
| 0 | 8 | Ilster d'Espiens   | Jacques Henri Treich | Jacques Henri Treich | Frankrike | 80,80 | 1.10,5 |
| 0 | 6 | Civil Action       | Paolo Leoni          | Paolo Leoni          | Italien   | 86,70 | 1.10,9 |
| d | 3 | Digger Crown       | Stig H. Johansson    | Stig H. Johansson    | Sverige   | 14,30 | 6ag    |